# (19521) Chaos
19521 Chaos es un cubewano, objeto del cinturón de Kuiper en sin estar  resonancia con ningún planeta. Es un probable planeta enano. Chaos fue descubierto en 1998 por el Deep Ecliptic Survey con el telescopio de 4 m Kitt Peak's. Su albedo es de 0.050, haciéndolo, con su magnitud absoluta (H) de 4,8, de unos 600 km de diámetro. Lleva el nombre de Caos, el estado primitivo de existencia en la mitología griega, de donde aparecieron los primeros dioses.

## Órbita
(19521) Chaos tiene un período orbital de aproximadamente 309 años. Su órbita es más larga, pero menos excéntrica que la órbita de Plutón. La órbita de Chaos es  inclinada aproximadamente 12° a la eclíptica. Su órbita nunca cruza la órbita de Neptuno. Actualmente, el enfoque más cercano posible a Neptuno (MOID) es 12,5 UA.
| Chaos se mueve de oeste a este (de derecha a izquierda) a través del cielo, descubierto en Tauro en 1998, y con precovery en 1991. | Chaos es un clásico objeto de cinturón de Kuiper no resonante |
| Distancia a la Tierra (UA) | Magnitud aparente desde la Tierra.                            |
| Chaos estará en el perihelio alrededor de 2035, llegando a cerca de 40 UA de la tierra. Su magnitud más brillante será 20.8.       |                                                               |

## Características físicas
Chaos es un objeto oscuro, con un albedo estimado en 5%, lo que implica un diámetro de 600 km. Su velocidad de rotación es lenta a 3,985 días. Según Brown, es un probable planeta enano.